# Hippocrepis eriocarpa
Hippocrepis eriocarpa là một loài thực vật có hoa trong họ Đậu. Loài này được (Boiss.) Boiss. miêu tả khoa học đầu tiên.